# Chór Akademicki Wydziału Nauk Ekonomicznych i Zarządzania Uniwersytetu Szczecińskiego
Chór Akademicki Uniwersytetu Szczecińskiego – chór mieszany kierowany przez dyrygentkę Profesor Annę Tarnowską. Jest jedynym tego typu zespołem funkcjonującym w ramach Uniwersytetu Szczecińskiego. Skupia on przede wszystkim studentów, absolwentów i pracowników naukowych swojej macierzystej uczelni, a także innych szczecińskich ośrodków dydaktycznych. Obecnie skład zespołu wynosi około 60 osób.
Chór wykonuje muzykę sakralną i świecką różnych epok, utwory ludowe, współczesne, a także wielkie formy wokalno-instrumentalne (m.in. A Tribute to Queen, IX Symfonia Ludwig'a van Beethovena czy To the Mothers in Brazil Larsa Janssona), koncertując zarówno w kraju, jak i za granicą. Zespół w ciągu ostatnich lat zdobył wiele nagród oraz wyróżnień m.in. w Warszawie, Chełmnie czy Hiszpanii.

## Historia
Zespół powstał w październiku 2006 roku z inicjatywy ówczesnego dziekana WNEiZ prof. zw. dra hab. Edwarda Urbańczyka oraz dra Tadeusza Buczkowskiego, dyrygenta od wielu lat związanego ze szczecińską chóralistyką.
W ciągu 5 lat istnienia chór zdołał opracować bardzo szeroki repertuar (utwory autorstwa m.in. W.A. Mozarta, F.J. Haydna, G.F. Händla, W. Kilara, D. Bortnianskiego, M. Gomółki, Wacława z Szamotuł, J. Busto, C. Orffa czy szczecińskiego kompozytora, Marka Jasińskiego), który pozwolił mu koncertować nie tylko w Szczecinie, ale również poza jego granicami.
Przełomowy dla działalności chóru okazał się być rok 2009. Rozpoczął się on od zdobycia przez zespół wyróżnienia na XV Ogólnopolskim Festiwalu Kolęd i Pastorałek w Będzinie. Na jesieni tego samego roku nagrał on swoją pierwszą płytę - album Witaj Gwiazdko Złota, zawierający najpiękniejsze polskie i zagraniczne kolędy oraz pastorałki. W grudniu zaś, chór odbył pierwsze w swojej historii zagraniczne tournée, podczas którego reprezentował Szczecin jako miasto ubiegające się o tytuł Europejskiej Stolicy Kultury 2016. Zespół zaśpiewał wówczas m.in. w Paryżu i w siedzibie Parlamentu Europejskiego w Brukseli.
Koncert dla europarlamentarzystów chór powtórzył także w grudniu kolejnego roku, podczas swojej drugiej zagranicznej trasy koncertowej - tym razem występując w Strasburgu. Kilka miesięcy wcześniej, tj. w maju 2010 w ramach obchodów 25-lecia Uniwersytetu Szczecińskiego zespół wykonał wspólnie z chórem ówczesnej Katedry Edukacji Artystycznej, Mszę Koronacyjną C-dur Wolfganga Amadeusa Mozarta.
Rok później, w maju 2011 z okazji Jubileuszu 5-lecia istnienia zespołu, wraz z Chórem, Orkiestrą i solistami szczecińskiej Opery na Zamku, chór wykonał Mszę Nelsońską d-moll Franza Josepha Haydna. W uroczystym koncercie, którego zapis został wydany na płycie DVD, wziął również udział słynny polski skrzypek Konstanty Andrzej Kulka.
W styczniu 2012 roku chór wziął udział w VII Ogólnopolskim Konkursie Kolęd i Pastorałek w Chełmnie, na którym zdobył tytuł Laureata Srebrnego Pasma oraz Puchar Przewodniczącego Rady Miasta Chełmna. Trzy miesiące później, tj. w kwietniu tego samego roku, zespół wystąpił w Filharmonii Berlińskiej na zaproszenie Chóru Radia Berlin i Berlińskiej Radiowej Orkiestry Symfonicznej, gdzie wspólnie z nimi wykonał Mszę Nelsońską d-moll Franza Josepha Haydna.

## Wybrane osiągnięcia
- 2012: Występ w Filharmonii Berlińskiej na zaproszenie Chóru Radia Berlin i Berlińskiej Radiowej Orkiestry Symfonicznej - wspólne wykonanie Mszy Nelsońskiej d-moll Franza Josepha Haydna.
- 2012: Zdobycie tytułu Laureata Srebrnego Pasma oraz Pucharu Przewodniczącego Rady Miasta Chełmna w VII Ogólnopolskim Konkursie Kolęd i Pastorałek w Chełmnie.
- 2011: Występ u boku Konstantego Andrzeja Kulki oraz Chóru i Orkiestry Opery na Zamku w Szczecinie w ramach Święta Uniwersytetu Szczecińskiego - wspólne wykonanie Mszy Nelsońskiej d-moll Franza Josepha Haydna, zarejestrowane na potrzeby wydawnictwa DVD.
- 2009: Wydanie albumu kolędowego Witaj Gwiazdko Złota, zawierającego zbiór najpiękniejszych polskich i zagranicznych kolęd oraz pastorałek.
- 2009, 2010, 2011: Tournée kolędowe po Europie Zachodniej: koncerty we Francji, Belgii, Szwajcarii i w Niemczech.
- 2009, 2010: Występy dla europosłów w siedzibach Parlamentu Europejskiego w Brukseli i Strasburgu.
- 2009: Wyróżnienie na XV Ogólnopolskim Festiwalu Kolęd i Pastorałek w Będzinie.

## Kadra
- dr Tadeusz Buczkowski – dyrygent
- Michał Landowski – akompaniator, nauczyciel głosowy
- Lucyna Boguszewska – emisja głosu
- Zofia Stemporowska – nauczyciel głosowy
- Hubert Kiszka – nauczyciel głosowy
- Rafał Bigott – nauczyciel głosowy